# Калуа (ликёр)
Kahlúa (Калуа) — мексиканский кофейный ликёр. Производится с 1936 года, с 2005 года компания входит в империю Pernod Ricard. В состав напитка входят ром, сахар и кофе арабика.

## История
Педро Домек начал производство ликера Kahlúa в 1936 году. Он был назван Kahlúa, что означает «Дом народа Акольуа» на астекском языке Веракруса. Жюль Берман был первым импортером ликера в США, за что получил прозвище «Мистер Калуа».
С 2004 года содержание алкоголя в Kahlúa составляет 20,0 %; более ранние версии содержали 26,5 %. В 2002 году более дорогой, элитный продукт под названием Kahlúa Especial стал доступен в США, Канаде и Австралии после того, как ранее предлагался только в магазинах беспошлинной торговли. Изготовленный из кофейных зерен арабики, выращенных в Веракрусе, Мексика, Kahlúa Especial содержит 36 % алкоголя, имеет более низкую вязкость и менее сладкий вкус, чем обычная версия.
В 2021 году Kahlúa представила новый дизайн бутылки. Также снижено содержание алкоголя до 16 %, «чтобы учесть „развивающиеся“ тенденции потребителей к сознательному употреблению алкоголя и менее алкогольным вариантам».

## Разновидности
- Kahlúa (традиционный)
- Kahlúa Especial (крепкий — с содержанием алкоголя 36 %, со вкусом эспрессо, менее тягучий, производится с 2002 года)
- Kahlúa Mocha (с ванилью и чёрным шоколадом, производится с 2006 года)
- Kahlúa French Vanilla (с ванилью, производится с 2006 года)
- Kahlúa Hazelnut (с жареным лесным орехом, производится с 2006 года)
- готовые коктейли — различные разновидности B-52, White Russian, Mudslide и др. (производятся с 2006 года)

## Употребление
Входит в состав ряда известных коктейлей, среди которых:
- White Russian
- Black Russian и Tall Black Russian
- B-52
- Mudslide
- Brave Bull
- Spanish coffee[5]
- Moose Milk

Используется при приготовлении десертов, в том числе мороженого, тортов и чизкейков.
Может также сервироваться со сливками, молоком, добавляться в горячие напитки — кофе и какао.